# Tiro Práctico
El Tiro Práctico, llamado también Recorridos de Tiro (en España) es una disciplina de tiro deportivo en la cual el tirador debe disparar a diversos blancos en el menor tiempo posible, tratando de obtener el máximo puntaje. Es decir, no sólo se busca precisión, sino también velocidad. Su origen se remonta a los años cincuenta y nació de la necesidad de un entrenamiento adecuado para la policía en su lucha contra el delito. Actualmente, el Tiro Práctico dejó atrás su origen marcial para convertirse esencialmente en un deporte. Debido a su rápido crecimiento, el Tiro Práctico se ha expandido oficialmente a 43 países, se practica de forma informal en muchos otros y hay una lista de países en espera de ser reconocidos como «regiones» del Tiro Práctico. 

## Origen y ente rector
La entidad que rige este deporte es la «International Practical Shooting Confederation» (IPSC), la cual fue fundada en la ciudad de Columbia, Missouri en mayo de 1976. Tiradores de todo el mundo fueron invitados a esta conferencia para determinar la naturaleza y futuro de este deporte. El coronel Jeff Cooper actuó como presidente de la conferencia y fue elegido como primer presidente mundial de la IPSC.
La IPSC agrupa filiales llamadas «regiones», la más grande de estas es la correspondiente a los Estados Unidos de América (USPSA). Sin embargo, la USPSA mantiene pequeñas diferencias en cuanto al reglamento oficial de IPSC. Específicamente: no reconoce la división «modificada», la división «producción» no permite el uso de speed holsters y está limitada a 10 cartuchos en el cargador. Así mismo, la división «limitda» que corresponde a «estándar» bajo el reglamento IPSC, permite el uso de los porta-cargadores en cualquier sitio del cinturón, a diferencia de la IPSC que solo los permite del hueso de la cadera hacia atrás. Estas pequeñas diferencias tienen su lógica, especialmente si se toma en cuenta que en los Estados Unidos los modelos de pistola 1911 y 2011 (Limited) siguen siendo las armas cortas preferidas para la práctica de este deporte.
El Tiro Práctico no debe ser confundido con el Tiro Defensivo IDPA (International Defesive Pistol Asociation). A pesar de tener una raíz común, el Tiro Práctico migró su filosofía hacia un deporte, mientras que los practicantes del tiro IDPA conservan la esencia del entrenamiento defensivo.

## Descripción
Acorde con los fundamentos de esta disciplina, el Tiro Práctico consiste en medir la capacidad de un deportista en disparar rápida y precisamente un arma de fuego de grueso calibre (mayor o igual a 9mm o .355”).
Hasta hace poco, este deporte se limitaba a armas cortas (pistolas o revólveres). Sin embargo, recientemente la disciplina se ha expandido a fusil y escopeta. Y en 2006 la Confederación en reunión con las autoridades internacionales de IPSC resolvió incluir la categoría Action Air (airsoft) naciendo así el Tiro Practico Airsoft.
Sus siglas distintivas «DVC» (Diligentia, Vis, Celeritas) resumen la esencia del deporte. El tirador debe estar en capacidad hacer la mejor combinación posible de precisión (Diligentia en latín), potencia de su arma (Vis en latín) y velocidad (Celeritas en latín).

## Puntuación
Para efectos del puntaje, el Tiro Práctico premia la potencia del arma asignando más puntos a ciertas áreas del blanco si se dispara con un factor de poder (velocidad de la bala en p/s por su peso en granos, divido 1000) superior a 160 o 170. Utiliza un dispositivo cronógrafo sensible a las detonaciones para medir el tiempo y premia la precisión acorde a las áreas que originalmente representaban las partes más o menos vitales de un torso y cabeza humanoides. En la actualidad, la IPSC alienta el uso de un nuevo blanco octogonal (Classic Target) que se aleja mucho de la figura humana.
Al entrar dentro de la fórmula de efectividad del tirador tres componentes, no es sencillo calcular quien hizo un mejor desempeño en determinada pista o en la competencia misma. Aunque existen algunos artificios que permiten hacer cálculos preliminares, el resultado definitivo solo puede conocerse al final del torneo y mediante el uso de un programa informático que se descarga gratuitamente del sitio web IPSC. Adicionalmente, se debe considerar que no todas las armas tienen las mismas prestaciones, es decir que un arma con miras de tecnología láser, provista de compensadores y de alta capacidad no puede ser comparada con una de servicio común. Por esta razón, el reglamento contempla «divisiones» en las cuales se clasifican los diversos tipos de armas, las cuales compiten y son premiadas por separado.
Finalmente, se considera la edad y el sexo en categorías separadas. El nivel competitivo se reconoce gracias un sistema de clasificación internacional (ICS) en base al desempeño en pistas específicamente diseñadas para el efecto. 

## Un deporte distinto
Contrariamente a muchos deportes, el Tiro Práctico es esencialmente dinámico y diverso; es decir que, a excepción de las estrictas normas de seguridad, no existe limitación a la creatividad de los anfitriones en cuanto al diseño y construcción de pistas o etapas (stages). Como convención general, se recomienda que una competencia tenga un buen balance de pistas largas o «de recorrido» con pistas intermedias y cortas.
Por otro lado el Tiro Práctico es de estilo libre. Es decir que, aparte de las restricciones de seguridad, las pistas pueden ser resueltas con la mayor libertad y como el tirador estime más conveniente. El factor de «estrategia» e ingenio agrega mucho interés a este dinámico deporte.
Las pistas de tiro deben hacer énfasis en la seguridad del deportista y los espectadores, y deben procurar medir la habilidad del tirador y no tanto su estado atlético. Para el efecto, los obstáculos deben ser moderados y/o proveerse ayudas en caso necesario. En lo que se refiere a distancias, los blancos pueden estar desde menos de 1 metro hasta 50 o más metros.

## Tipos de blanco
Existen dos tipos de blanco: Los puntuables y los de penalización que no deben ser tocados por los disparos so pena de fuertes multas en el puntaje. Los blancos pueden ser cortados o cubiertos siempre y cuando, por lo menos, una porción del área de mayor puntaje quede expuesta.
Usualmente, se debe acertar dos disparos por blanco a menos de que se trate de blancos metálicos, los cuales deben caer para puntuar. La ausencia de uno o de los dos impactos se considera una falta que también se penaliza. Generalmente, el exceso de disparos no se castiga, pero solo puntúan los dos mejores.

## Vestimenta
El reglamento desalienta el uso de ropa de tipo militar o camuflaje, justamente para poner distancia con sus orígenes marciales. Aparte de esta recomendación, los deportistas pueden usar la ropa que deseen o que consideren más cómoda.